# Слупно (Плоцький повіт)
Слупно (пол. Słupno) — село в Польщі, у гміні Слупно Плоцького повіту Мазовецького воєводства.
Населення — 1582 особи (2011).
У 1975-1998 роках село належало до Плоцького воєводства.

## Демографія
Демографічна структура станом на 31 березня 2011 року:
|          | Загалом | Допрацездатний вік | Працездатний вік | Постпрацездатний вік |
| -------- | ------- | ------------------ | ---------------- | -------------------- |
| Чоловіки | 781     | 184                | 539              | 58                   |
| Жінки    | 801     | 162                | 509              | 130                  |
| Разом    | 1582    | 346                | 1048             | 188                  |